# Равикович, Анатолий Юрьевич
Анато́лий Ю́рьевич Равико́вич (24 декабря 1936, Ленинград — 8 апреля 2012, Санкт-Петербург) — советский и российский актёр театра и кино. Народный артист РСФСР (1988).

## Биография
Родился в семье выпускника Ленинградской промакадемии, председателя правления артели «Призыв» Юрия Моисеевича Равиковича, уроженца Чернобыля, и домохозяйки Любови Нисоновны Равикович, урождённой Едидиной, родом из Глухова. Дед, Моисей Исаакович Равикович (1869—1941), погиб в блокаду Ленинграда.
В 1954—1958 годах обучался в Ленинградском театральном институте имени А. Н. Островского.
В 1958—1961 годах работал в драматическом театре Комсомольска-на-Амуре, в 1961—1962 годах играл на сцене Сталинградского театра имени M. Горького.
В 1962 году перешёл в Театр имени Ленсовета. Его партнёрами были Игорь Владимиров, Алиса Фрейндлих, Ефим Каменецкий, Галина Никулина, Михаил Боярский, Алексей Петренко. Среди его ролей — Карлсон, Мармеладов, Санчо Панса, Фирс в «Вишнёвом саде», брехтовский Аздак в спектакле «Люди и страсти».
Стал популярным после исполнения роли Хоботова в культовом фильме Михаила Козакова «Покровские ворота» (1982).
С 1988 года работал в Санкт-Петербургском театре Комедии имени H. П. Акимова. Играл Аметистова в «Зойкиной квартире» Михаила Булгакова, Кюрма в «Биографии» Айлена Фриша, Тартарена в «Тартарене из Тараскона» Альфонса Доде, Ромула Августула в «Ромуле Великом» Фридриха Дюрренматта, Сарафанова в «Свидании в предместье» по пьесе Александра Вампилова «Старший сын».
Последние годы жизни страдал от последствий давнего инфаркта, но продолжал работать. Скончался 8 апреля 2012 года в одной из больниц Санкт-Петербурга от сердечной недостаточности. Похоронен на Литераторских мостках.

### Семья
Первая жена — актриса Елена Добросердова, дочь Мария (окончила Институт культуры). Внуки — Филипп, Афанасий.
Вторая жена (с 1980 года) — актриса Ирина Мазуркевич, дочь Елизавета (28 декабря 1981 года). Внуки — Матвей и Ева.

## Театральные работы
Ленинградский театр имени Ленсовета
- 1962 — «У стен Ленинграда» Вс. Вишневского — Первый матрос
- 1962 — «Пигмалион» Б. Шоу — Фредди (ввод) (премьера — 30 декабря 1961)
- 1963 — «Хочу верить» И. Голосовского — Шофёр
- 1963 — «Первый встречный» Ю. Принцева — Морской старшина
- 1963 — «Женский монастырь» В. Дыховичного, М. Слободского — Мужской хор, Наташин
- 1963 — «Левониха на орбите» А. Макаёнка — Тесаков
- 1963 — «Таня» А. Арбузова — Михей, «Партизан» (премьера — 3 декабря 1963)
- 1963 — «Хрустальный башмачок» Т. Габбе — Король
- 1964 — «Совесть» Д. Павловой — Сотрудник института
- 1964 — «Жили-были старик со старухой» Ю. Дунского, В. Фрида — Студент
- 1964 — «Ромео и Джульетта» У. Шекспира — Бенволио (премьера — 8 июля 1964)
- 1964 — «Чёртова мельница» Я. Дрды, И. Штока — Люциус
- 1964 — «История одной любви» К. Симонова — Корреспондент
- 1965 — «Сплошные неприятности» («Трудно быть сержантом») А. Левина, М. Химена — Бен Уитледж
- 1965 — «День как день» С. Лунгина, И. Нусинова — Вахтёр
- 1966 — «Трёхгрошовая опера» Б. Брехта, К. Вайля — Роберт-Пила (премьера — 28 июня 1966)
- 1967 — «Чрезвычайный посол» А. и П. Тур — Корреспондент, Солдат, Король
- 1967 — «Женский монастырь» — Новичок (ввод)
- 1968 — «Человек и джентльмен» Э. де Филиппо — Дженнаро Сиа (записан для телевидения)
- 1968 — «Женский монастырь» — Ладыгин (ввод)
- 1968 — «Жестокость» П. Нилина — Сумский
- 1969 — «Лодка в лесу» (пьеса «Тропинки») Н. Хайтова — Влашо
- 1969 — «Малыш и Карлсон, который живёт на крыше» А. Линдгрен — Карлсон — (премьера — 6 декабря 1969)
- 1970 — «Хождение по мукам» А. Н. Толстого — Чёрный
- 1970 — «Укрощение строптивой» У. Шекспира — Грумио (премьера — 29 декабря 1970), (записан для телевидения)
- 1971 — «Человек со стороны» И. Дворецкого — Пухов
- 1971 — «Жестокость» — Узелков (ввод)
- 1971 — «Преступление и наказание» Ф. М. Достоевского — Замётов (премьера — 15 декабря 1971)
- 1972 — «Двери хлопают» М. Фермо — Старичок
- 1973 — «Двери хлопают» М. Фермо — Отец (ввод)
- 1973 — «Преступление и наказание» Ф. М. Достоевского — Мармеладов Семён Иванович (ввод)
- 1973 — «Дульсинея Тобосская» А. Володина — Санчо Панса (премьера — 24 сентября 1973)
- 1973 — «Ковалёва из провинции» И. Дворецкого — Скорняк (премьера — 21 декабря 1973), (записан для телевидения)
- 1974 — «Трубадур и его друзья» В. Ливанова, Ю. Энтина — Король (премьера — 24 марта 1974)
- 1974 — «Миссис Пайпер ведёт следствие» Дж. Поплуэлла — Миссис Пайпер[14]
- 1974 — «Люди и страсти» (Пролог из «Фауста» — Комический актёр), («Кавказский меловой круг» Б. Брехта — Аздак, деревенский писарь (записан для телевидения) (премьера — 2 декабря 1974)
- 1975 — «Нашестиве» Л. Леонова — Таланов
- 1976 — «Интервью в Буэнос-Айресе» Г. А. Боровика — Клоун Бом (премьера — 25 июня 1976)
- 1977 — «Именем земли и солнца» И. Друцэ — Харет Васильевич
- 1978 — «Человек, животное и добродетель» Л. Пиранделло — Паолино
- 1978 — «Вишнёвый сад» А. П. Чехова — Фирс, лакей, старик (премьера — 18 декабря 1978)
- 1980 — «Станция» Н. Хикмета — Трофим Игнатьевич
- 1982 — «Рояль в открытом море» Л. Соболева — Нетопорчук
- 1984 — «Трёхгрошовая опера» Б. Брехта — Джонатан Джеремия Пичем (ввод)
- 1984 — «Вы чьё, старичьё?» Б. Васильева — Глушков
- 1985 — «Песнь о городе» И. Владимирова, Ю. Волкова (по «Блокадной книге» А. Адамовича, Д. Гранина) — Врач
- 1986 — «Зинуля» А. Гельмана — Фёдор Иванович
- «Тим Талер, или Проданный смех» (записан для телевидения)

Театр Комедии им. Акимова
- «Зойкина квартира» М. Булгакова — Аметистов
- «Биография» М. Фриша — Кюрма
- «Тартарен из Тараскона» А. Доде — Тартарен
- «Ромул Великий» Ф. Дюрренматта — Ромул Августул
- 2000 — «Хочу сниматься в кино» Н. Саймона — Дерри Таккер
- 2004 — «Средство Макропулоса» К. Чапека — Гаук
- 2007 — «Свидания в предместье» А. Вампилова — Сарафанов

Театр Антона Чехова
- «Поза эмигранта»
- «Ужин с дураком»
- «Цена»

Театр Хазанова
- «Ночь в Венеции»

### Режиссёр
- «Суббота. Воскресенье. Понедельник» Эдуардо Де Филиппо.
- «Маленькая Баба-Яга», по произведению Отфрида Пройслера, 1986 г.

## Фильмография
| Год       |   | Название                                                 | Роль                                          |
| --------- | - | -------------------------------------------------------- | --------------------------------------------- |
| 1966      | ф | На диком бреге                                           | Имя персонажа не указано                      |
| 1974      | ф | Этот чудак Андерсен                                      | Имя персонажа не указано                      |
| 1974      | ф | Лишний день в июне                                       | Имя персонажа не указано                      |
| 1974      | ф | Агония                                                   | проситель                                     |
| 1975      | ф | Воздухоплаватель                                         | Пётр Ярославцев                               |
| 1976      | ф | Театральные истории                                      | комик                                         |
| 1979      | ф | Капитан Соври-голова                                     | Лютатовский-дед                               |
| 1980      | ф | Красный велосипед                                        | фотограф                                      |
| 1980      | ф | Мой папа — идеалист                                      | зубной врач                                   |
| 1982      | ф | С кошки всё и началось…                                  | врач                                          |
| 1982      | ф | Покровские ворота                                        | Лев Евгеньевич Хоботов                        |
| 1983      | ф | Магистраль                                               | Степняк, начальник службы грузоперевозок      |
| 1984      | ф | Блондинка за углом                                       | служащий универсама                           |
| 1984      | ф | Прохиндиада, или Бег на месте                            | тамада на свадьбе                             |
| 1984      | ф | Осенний подарок фей                                      | писарь                                        |
| 1986      | ф | Исключения без правил (новелла «Золотая пуговица»)       | начальник таксомоторного парка                |
| 1986      | ф | Прекрасная Елена                                         | Менелай                                       |
| 1987      | ф | Доченька                                                 | инспектор госстраха                           |
| 1988      | ф | Приморский бульвар                                       | сценарист Илья Петрович Огоньков              |
| 1988      | ф | Балкон                                                   | дядя Боря                                     |
| 1988      | ф | Тайна золотого брегета                                   | доктор Пётр Фёдорович Прозоров                |
| 1989      | ф | Загадка Эндхауза                                         | Эркюль Пуаро                                  |
| 1989      | ф | Васька                                                   | Лобода                                        |
| 1990      | ф | Провинциальный анекдот                                   | скрипач, прибывший на гастроли                |
| 1990      | ф | Фанат 2                                                  | Давид, фотограф                               |
| 1990      | ф | Анекдоты                                                 | Эйнштейн                                      |
| 1991      | ф | Привал странников                                        | Миня Мосин                                    |
| 1991      | ф | Блуждающие звёзды                                        | Стельмах                                      |
| 1991      | ф | Кошечка                                                  | Имя персонажа не указано                      |
| 1992      | ф | Время вашей жизни                                        | Имя персонажа не указано                      |
| 1992      | ф | Мушкетёры двадцать лет спустя                            | кардинал Мазарини                             |
| 1992      | ф | Тайна виллы                                              | директор универсама Георгий Александрович     |
| 1992      | ф | Семь сорок                                               | Лисовский                                     |
| 1993      | ф | Страсти по Анжелике                                      | доктор Борис Соломонович Блюм                 |
| 1993      | ф | Супермен поневоле, или Эротический мутант                | бизнесмен                                     |
| 1993      | ф | Пчёлка                                                   | Василий, подельщик фальшивомонетчика «Седого» |
| 1993      | ф | Тайна королевы Анны, или Мушкетёры тридцать лет спустя   | кардинал Мазарини                             |
| 1993      | ф | Грешница в маске                                         | Фишер, хозяин шоу                             |
| 1993      | ф | Пистолет с глушителем                                    | доктор                                        |
| 1994      | ф | Выкуп                                                    | Сруль Соломонович Судакер                     |
| 1994      | с | Русский транзит                                          | Лёва Перельман, контрабандист                 |
| 1994      | ф | Серп и молот                                             | профессор                                     |
| 1995      | ф | Поезд до Бруклина                                        | Алик                                          |
| 1995      | ф | Хиппиниада, или Материк любви                            | Имя персонажа не указано                      |
| 1995      | ф | Репортаж                                                 | Глинский                                      |
| 1997      | ф | История про Ричарда, Милорда и прекрасную Жар-птицу      | «Рублик»                                      |
| 1997      | ф | Звёздная ночь в Камергерском                             | гость из северной столицы                     |
| 1997—1998 | с | Улицы разбитых фонарей (серия «Обнесённые ветром»)       | Геннадий Петрович                             |
| 1999      | ф | В зеркале Венеры                                         | дедушка                                       |
| 2000      | ф | Дом надежды                                              | Имя персонажа не указано                      |
| 2000      | с | Вовочка                                                  | аптекарь                                      |
| 2001      | с | Агентство                                                | Имя персонажа не указано                      |
| 2002      | ф | Недлинные истории                                        | Имя персонажа не указано                      |
| 2002      | ф | Джокеръ                                                  | Расплюев                                      |
| 2002      | ф | У нас все дома                                           | Имя персонажа не указано                      |
| 2003      | ф | Тартарен из Тараскона                                    | Тартарен                                      |
| 2003      | ф | Чёрная метка                                             | Член Политбюро ЦК КПСС                        |
| 2004      | ф | Самара-городок                                           | Иван Владимирович                             |
| 2004      | ф | Операция «Эники-Беники»                                  | Имя персонажа не указано                      |
| 2004      | ф | Агентство 2 (серия «Заказали»)                           | папа                                          |
| 2005      | ф | Две судьбы 2                                             | Лев Ефимович Яневич                           |
| 2005      | ф | Две судьбы 3                                             | Лев Ефимович Яневич                           |
| 2005      | ф | Подлинная история поручика Ржевского                     | генерал Раевский                              |
| 2006      | ф | Первый Скорый                                            | Хоботов                                       |
| 2007      | ф | Возвращение мушкетёров, или Сокровища кардинала Мазарини | кардинал Мазарини                             |
| 2008      | с | Братья-детективы                                         | врач Леонид Львович Ройтман                   |
| 2008      | ф | Две судьбы. Новая жизнь                                  | Лев Ефимович Яневич                           |
| 2008      | ф | Дело было в Гавриловке 2                                 | Шварц                                         |
| 2008      | ф | Неодинокие                                               | Игнат Иванович                                |
| 2009      | ф | Похищение богини                                         | Иосиф Давыдовыч, директор цирка               |
| 2011      | ф | Не бойся, я с тобой! 1919                                | директор цирка «Шапито»                       |

### Телеспектакли
| Год  |     | Название                                                                          | Роль                       |
| ---- | --- | --------------------------------------------------------------------------------- | -------------------------- |
| 1967 | тсп | Сказка о Мите и Маше, о Весёлом Трубочисте и Мастере Золотые Руки (телеспектакль) | Младший Кащей              |
| 1975 | тсп | Необыкновенное воскресенье (фильм-спектакль)                                      | Карлсон                    |
| 1980 | тсп | Когда умер святой Патрик? (телеспектакль)                                         | бармен                     |
| 1983 | тсп | Оловянные кольца (телеспектакль)                                                  | Флюгерио                   |
| 1983 | тсп | Кошкин дом (телеспектакль)                                                        | Кот Василий / папа девочки |
| 1985 | тсп | Сказочное путешествие мистера Бильбо Беггинса, Хоббита                            | Торин Дубощит              |
| 1986 | тсп | Прекрасная Елена                                                                  | Менелай                    |
| 1987 | тсп | Привидение из города Ойленберга (телеспектакль)                                   | Ойленбергское Привидение   |
| 1997 | тсп | Звёздная ночь в Камергерском                                                      | гость из северной столицы  |

## Признание и награды
- Заслуженный артист РСФСР (1973)
- Народный артист РСФСР (1988)
- Орден Почёта (29 октября 2004) — за заслуги в области театрального искусства и многолетнюю плодотворную работу[15]
- Орден Дружбы (25 октября 2009) — за большой вклад в развитие отечественного театрального искусства и многолетнюю плодотворную деятельность[16]
- Лауреат высшей театральной премии Санкт-Петербурга «Золотой софит»: специальная премия Номинального совета «За творческое долголетие и уникальный вклад в театральную культуру Петербурга» (2006)

## Книга
- Негероический герой: [воспоминания]. — СПб.; М.: Лимбус Пресс, 2008. — 366, [1] с., [16] л. ил. — 5000 экз. — ISBN 978-5-8370-0476-6.